# Alvvays
Alvvays (オールウェイズ) は、2011年に結成されたカナダのインディー・ポップバンド。
当初はプリンスエドワードアイランド州シャーロットタウンが拠点で、現在はオンタリオ州トロントに拠点を置く。モリー・ランキン（ボーカルとギター）、ケリー・マクラーレン（キーボード）、アレック・オハンリー（ギター）、ブライアン・マーフィー（ベース）、シェリダン・ライリー（ドラム）で構成されている。2014年にリリースされた同名のデビューアルバムは、全米大学チャートで1位となった。2枚目のアルバム『Antisocialites』は2017年9月8日にリリースされ、ジュノー賞の年間最優秀オルタナティヴ・アルバム部門を受賞した。どちらのアルバムもポラリス音楽賞では受賞の最終候補に挙げられた。
日本との関連では、2018年11月に初来日の公演ツアーを行なったほか、翌2019年のフジロックフェスティバルにも出演を果たしている。

## 経歴

### 結成と初期 (2011-2015)

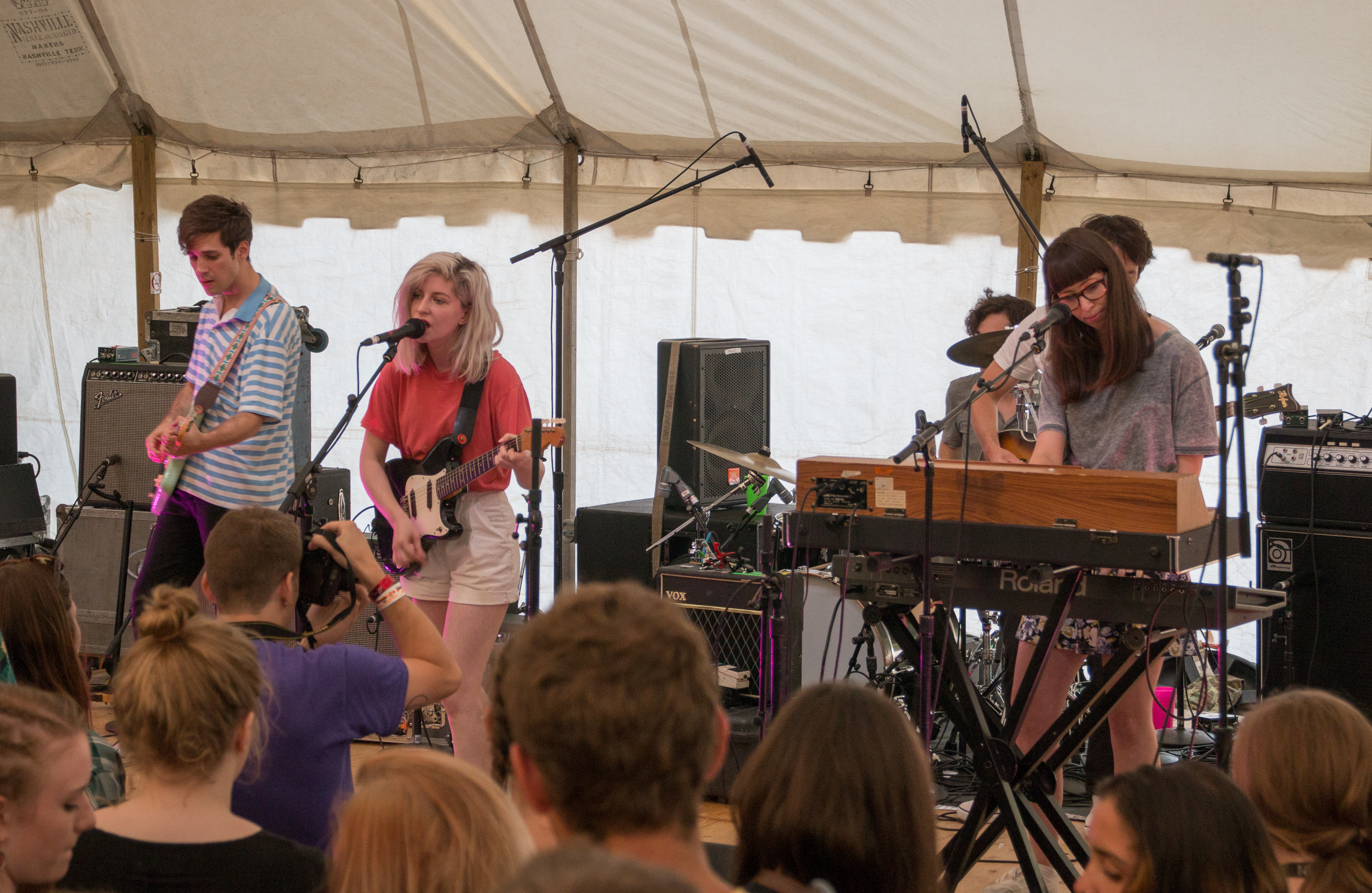
2014年のヒルサイド・フェスティバルで演奏するAlvvays

Alvvaysはトロントで結成された。グループのシンガーソングライターであるモリー・ランキンは、1990年代に国際的な成功を収めたケルト音楽一家ランキン・ファミリーのフィドル弾きジョン・モリス・ランキンの娘である。ランキンはノバスコシア州ジュディクで育ち、隣人のキーボード奏者ケリー・マクラーレンと共に音楽を書いていた。 その後、ティーン時代のコンサートでギタリストかつ相棒のアレック・オハンリーと出会った。オハンリーの助けを借りて、2010年にランキンは『She』という題名のソロEP盤を密かにリリースした。翌年、ランキンのもとにマクラーレン、オハンリー、ドラム奏者のマックアイサック、ベース奏者のブライアン・マーフィーが集まって、Alvvaysというグループが結成された 。バンドメンバーは近隣の島々で育った（ケープ・ブレトン島のランキンとマクラーレン、そしてプリンスエドワード島出身のオハンリー、マックアイサック、マーフィー）ため、ランキンはこのバンドに「merging of obscure islands in the east coast（東海岸のおぼつかない島々の合併）」との異名をつけていた。彼女がAlvvays（オールウェイズ）という名称を選んだのは、バンド名に「感傷と望郷のかけら」があるものを好んだためである。このバンド名の綴りは、既にAlwaysという名称のバンドがソニーと契約署名していたという事実からだった。

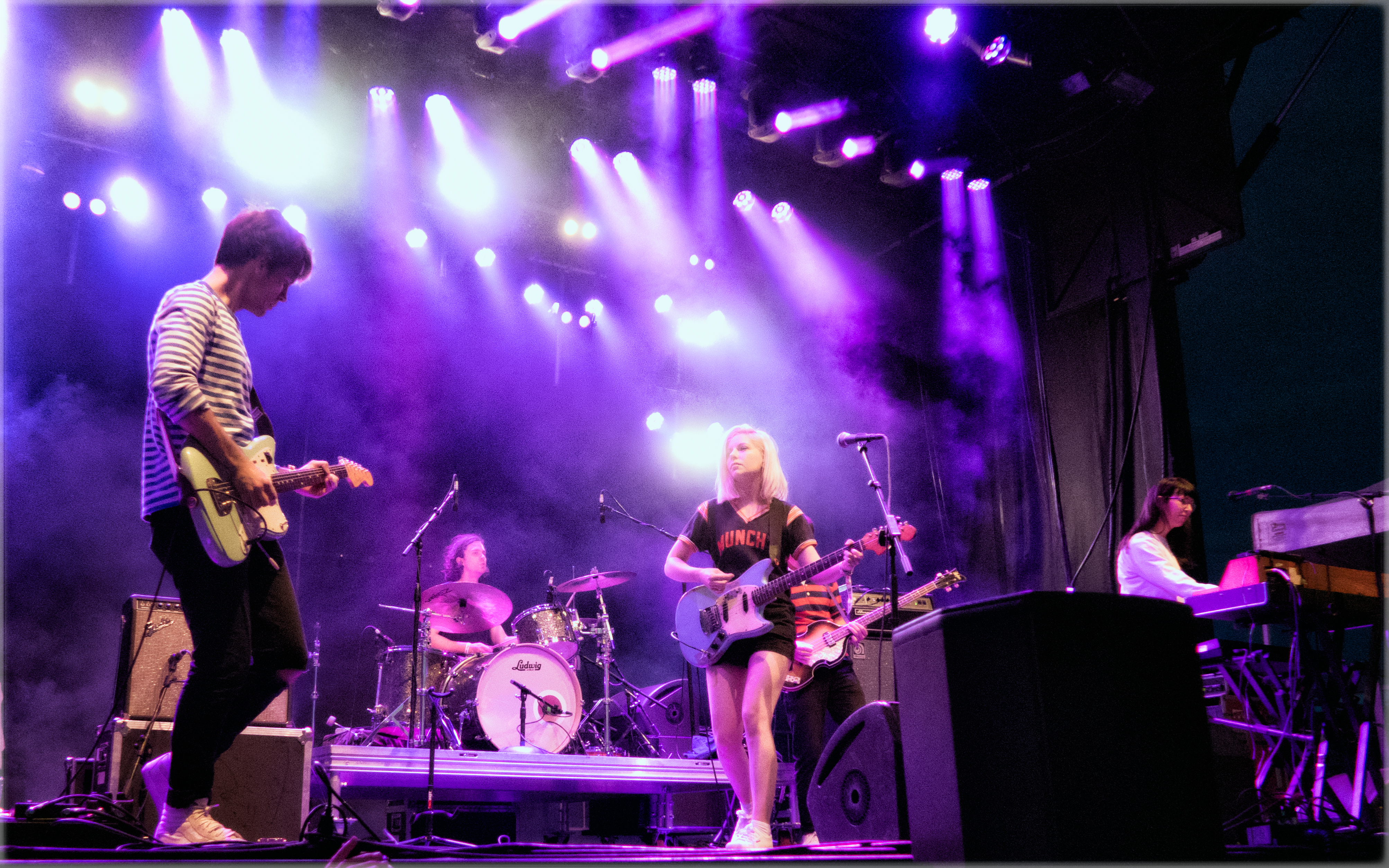
2015年のSasquatch! Music Festivalで演奏するAlvvays

彼らはケープ・ブレトン島やプリンスエドワード島からトロントまでの長距離運転をすることも多く、最終的に彼らはそこへ引っ越してたまにツアー公演ができる仕事を確保した。このグループはピーター・ビヨーン・アンド・ジョンやザ・ディセンバリスツといったバンドの前座として広範囲なツアーを行った。2013年3月、デビューアルバムのレコーディングがチャド・バンガエーランと一緒にカルガリーで行われた。グラハム・ウォルシュがアルバムの曲構成を手伝い、ジョン・アニネッロがそのミキシングを手伝った。アルバム完成後には、予約者やファンのためにカセットのコピーを作ってコンサートで配った。
Alvvaysは、サウス・バイ・サウスウエストでの力強い演奏やシングル楽曲「Adult Diversion」のデモ版に対するオンライン返答の縁があって、ポリヴァイナル・レコーズと契約した。1stアルバム『Alvvays』は2014年7月にロイヤル・マウンテン・レコーズ（カナダ）、ポリヴァイナル・レコーズ（米国）、トランスグレッシブ・レコーズ（欧州）からリリースされた。ローリング・ストーン誌のサイモン・ヴォジック=レビンソンは、このアルバムを「驚嘆のインディー・ポップ(indie-pop wonder)」と評した。2014年8月5日に『Alvvays』は全米大学チャートの第1位になった。同年11月には別のカナダのバンドAbsolutely Freeと共にロサンゼルスで演奏した。
楽曲「Archie, Marry Me」はマイナーヒットになった。名を冠したアルバム後のある日に録音されたシングル楽曲「Archie, Marry Me」は、B面の「Underneath Us」が主役となった。
2015年のグラストンベリー・フェスティバルや2016年のコーチェラ・フェスティバルの出場枠など、彼らのデビューを大きく支えるツアー公演を行なった。アルバム収録曲に加えて、Alvvaysはカースティ・マッコール、カメラ・オブスキュラ、ザ・ハミングバーズ、ザ・プリミティヴズ、ディアハンターといったアーティストのカバー曲も頻繁に演奏した。
デビューアルバムは2015年のポラリス音楽賞の最終候補作品にノミネートされた。さらに同年のガラコンサートではトロント交響楽団と一緒に演奏した。

### 2016年以降
2015年に2枚目のアルバムの録音や作曲が開始された。またライブでは2014年から2015年にかけて「Your Type」(ライブの1曲目となることが多い)、「New Haircut」(後に「Saved By A Waif」へと改題)、「Hey」を含む新曲が幾つか演奏されていた。2016年には、演奏レパートリーに「Not My Baby」「Dreams」が加わった。 
2017年春にライブショーの一環で「Plimsoll Punks」などの新曲が追加された後、Alvvaysは2枚目のアルバム『Antisocialites』から「In Undertow」という曲のティーザー・クリップ（一部分だけ流す予告動画）をリリースした。以前からライブで演奏していた曲のほか、新曲として「Already Gone」「Forget About Life」「In Undertow」「Lollipop (Ode to Jim)」「Saved by a Waif」のレコーディングが行われた。このアルバムは2017年9月8日にリリースされた。これに伴い北米と欧州のツアー公演が2017年秋に発表され、ドラマーのシェリダン・ライリーがこのツアーに参加した。2017年9月に、2018年春の英国ツアー第2弾が発表された。
2018年、彼らは楽曲「Dreams Tonite」でSOCANソングライティング賞にノミネートされた。アルバム『Antisocialites』は2018年ポラリス音楽賞の最終候補作品に挙げられたほか、ジュノー賞の年間最優秀オルタナティヴ・アルバム部門を受賞した。
2018年11月にAlvvaysは初来日し、東京と大阪でツアー公演を行なった。さらに翌2019年7月にはフジロックフェスティバルにも登場した。

## 音楽スタイルと影響
Alvvaysの音楽は、音楽誌やその記者達からジャングル・ポップだと説明されている。ランキンによると、このバンドは特定のジャンルというよりも力強いメロディを第一に重視している。このバンドはカメラ・オブスキュラと比較されており、ランキンはここのボーカルトレイシーアン・キャンベルの「哀愁視点による趣向」に共感すると述べた。ランキンは、素朴ながら軽妙な歌詞の性質を評価して、ザ・マグネティック・フィールズの看板歌手ステフィン・メリットからの感化を受けた。ランキンの個人的な影響には、上述のザ・マグネティック・フィールズのほか、ティーンエイジ・ファンクラブ、ドリー・ミクスチャー、ザ・スミス、セリーヌ・ディオン、ペイヴメント、ザ・プリミティヴズ、オアシス (バンド)などがいる。このバンドは明白なケルト音楽の音ではないが、ランキンは子供の頃から自分がこのジャンルに没頭していたことを認めており、それは彼女の歌唱法や作曲法に認識できるほどの影響を与えている。

## ディスコグラフィー

### アルバム
| 年   | 詳細 | 最高順位 | 最高順位 | 最高順位 |
| 年   | 詳細 | カナダ   | 英国     | 米国     |
| ---- | --- | -------- | -------- | -------- |
| 2014 | 『Alvvays』 - 2014年7月22日発売 - レコード会社は次の通り Royal Mountain (カナダ) Polyvinyl (米国) Transgressive (欧州)                               | -        | 107      | -        |
| 2017 | 『Antisocialites』 - 2017年9月8日発売 - レコード会社は次の通り Royal Mountain(カナダ) Polyvinyl(米国) Transgressive(欧州) Pod / Inertia Music (豪州) | 36       | 28       | 82       |
| 2022 | 『Blue Rev』 - 2022年10月7日発売 - レコード会社は次の通り Polyvinyl(米国) Celsius Girls(欧州)                                                        | 75       | 27       | 61       |

### シングル
- 2014: 「Adult Diversion」
- 2014: 「Archie, Marry Me」
- 2014: 「Next of Kin」
- 2014: 「Party Police」
- 2017: 「In Undertow」 - カナダのロックチャート48位[32]
- 2017: 「Not My Baby」
- 2017: 「Dreams Tonite」
- 2017: 「Plimsoll Punks」
- 2017: 「Lollipop (Ode to Jim)」
- 2022: 「Pharmacist」
- 2022: 「Easy On Your Own?」
- 2022: 「Belinda Says / Very Online Guy」
- 2022: 「After the Earthquake」

### ミュージックビデオ
- 2013: 『Adult Diversion』
- 2014: 『Archie, Marry Me』
- 2014: 『Next of Kin』
- 2017: 『In Undertow』
- 2017: 『Dreams Tonite』
- 2022: 『Pharmacist』
- 2022: 『Easy On Your Own?』
- 2022: 『Very Online Guy』
- 2022: 『Belinda Says』
- 2022: 『After the Earthquake』
- 2022: 『Many Mirrors』

## メンバー

### 現在のメンバー
- モリー・ランキン- ボーカル, リズムギター (2011-)
- ケリー・マクラーレン- キーボード (2011-)
- アレック・オハンリー- リードギター (2011-)
- ブライアン・マーフィー- ベースギター (2011-)
- シェリダン・ライリー- ドラム (2017-)[33]

### 過去のメンバー
- フィル・ マックアイサック-ドラム (2011-2016)